# آرسینو (خلیج سوئز)
آرسینو (انگلیسی: Arsinoe) شهری باستانی در انتهای شمالی خلیج سوئز، در دریای سرخ بود.

## تاریخچه
آرسینو پایتخت هروپولیت نوم و یکی از بندرهای اصلی متعلق به مصر بود. به نظر می‌رسد که این شهر با نام‌های کلئوپاتری (استرابون صفحه ۷۸۰) و آرسینویت (پلین، آیه ۹، بند ۹؛ اورلی، نسخه ۵۱۶) نیز شناخته می‌شد. همچنین حدس زده می‌شود که در محل پی-هاهیروت (پیهاچیروت) کتاب مقدس قرار داشته است. روستایی در نزدیکی سوئز، با این آرسینو مطابقت دارد. این شهر در نزدیکی انتهای شرقی کانال سلطنتی قرار داشت که با شاخه پلوسیاک نیل ارتباط داشت و بطلمیوس فیلادلفوس آن را از دریاچه‌های تلخ تا سر خلیج هیروپولیت امتداد می‌داد. آرسینو حدود ۲۰۰ کیلومتر از پلوزیوم فاصله داشت.
درآمدهای نوم آرسینوئیت توسط آن پادشاه به همسرش (که خواهرش نیز بود)، آرسینوی دوم مصر، که شهر به نام او نامگذاری شد، اهدا می‌شد و همچنان دارایی ملکه‌ها یا شاهزاده خانم‌های متوالی خانواده لاگید، از جمله یکی از اعضای خانواده کلئوپاترا که نام آن را به کلئوپاتریس تغییر داد، باقی ماند. کوتاهی جاده در امتداد صحرای شرقی و موقعیت آن در نزدیکی کانال، از مزایای اصلی آرسینوی به عنوان یک مرکز اصلی تجارت بود. اما اگرچه دارای خلیج وسیعی بود، دسترسی به آن از جنوب به دلیل بادهای غالب شمالی دشوار بود. بر این اساس، آرسینوی در مقایسه با میوس هورموز یا برنیس، برای تردد هندی‌ها از موقعیت نامناسب‌تری برخوردار بود.